# Bechet (gmina Orodel)
Bechet – wieś w Rumunii, w okręgu Dolj, w gminie Orodel. W 2011 roku liczyła 92 mieszkańców.